# Ana Vega Pérez de Arlucea
Ana Vega Pérez de Arlucea (Bilbao, 1981), que firma con el sobrenombre de Biscayenne, es una periodista, historiadora, divulgadora e investigadora gastronómica española. Ha colaborado en varios diarios españoles, entre ellos El Comidista, El Correo, La Vanguardia, La Rioja, Hoy, El Norte de Castilla, El Diario Vasco, El Comercio, El País, El Diario Montañés, Ideal, Las Provincias, Diario Sur, La Verdad, entre otros, así como en los medios audiovisuales, Onda Cero, dentro del programa Julia en la Onda, Vocento, ETB y Televisión Española. 
Trabajó como documentalista en la Biblioteca Nacional de España y es cofundadora del proyecto «Los Recetarios», con el objetivo de digitalizar y estudiar recetarios manuscritos. En 2018 recibió el Premio Nacional de Gastronomía a la mejor labor periodística.

## Publicaciones
- 2018: Cocina viejuna o de cómo pasó España de la comida en blanco y negro a la gastronomía en tecnicolor. Larousse. ISBN 978-841-7273-63-7.